# Wantage Tramway
| „Jane“, die einzige erhaltene Lokomotive der Wantage Tramway mit dem Baujahr 1857 |                      |                         |                         |
| Streckenlänge: | 4,0 km               |                         |                         |
| Spurweite: | 1435 mm (Normalspur) |                         |                         |
| |                      |                         |                         |
| \| \| \| Great Western Main Line \| \| \| \| 0,0 \| Wantage Road (GWR) \| Wantage Road (GWR) \| \| \| \| Great Western Main Line \| \| \| \| 1,4 \| Grove Bridge \| Grove Bridge \| \| \| 3,3 \| Wantage Oxford Road \| Wantage Oxford Road \| \| \| 4,0 \| Wantage Mill Street \| Wantage Mill Street \| |                      |                         |                         |
| Strecke |                      | Great Western Main Line | Great Western Main Line |
| ehemaliger Bahnhof | 0,0                  | Wantage Road (GWR)      | Wantage Road (GWR)      |
| Abzweig ehemals geradeaus und nach links |                      | Great Western Main Line | Great Western Main Line |
| Haltepunkt / Haltestelle (Strecke außer Betrieb) | 1,4                  | Grove Bridge            | Grove Bridge            |
| Haltepunkt / Haltestelle (Strecke außer Betrieb) | 3,3                  | Wantage Oxford Road     | Wantage Oxford Road     |
| Kopfbahnhof Streckenende (Strecke außer Betrieb) | 4,0                  | Wantage Mill Street     | Wantage Mill Street     |

Die Wantage Tramway war eine eingleisige,  normalspurige Dampf-Kleinbahn, die die Kleinstadt Wantage in der Grafschaft Oxfordshire in England mit dem Bahnhof Wantage Road der Great Western Railway (GWR) auf der Strecke Reading–Swindon verband. Der Name Wantage Tramway bezeichnet sowohl die Betreibergesellschaft Wantage Tramway Co. Ltd. als auch die etwa vier Kilometer lange Strecke.

## Geschichte
Die Gesellschaft wurde 1873 gegründet. 1904 erfolgte der Umzug in einen Neubau. Die Strecke wurde am 1. Oktober 1875 für den Güterverkehr, zehn Tage später auch für den Personenverkehr eröffnet. Zunächst sorgten Pferde für die Fortbewegung, doch bereits nach einem Jahr wurde bei Merryweather & Co. in London die erste Dampflokomotive angeschafft. Der Betrieb wurde bis 1945 70 Jahre lang aufrechterhalten. Wantage Tramway Co. Ltd. wurde 1947 aufgelöst.
Die Strecke verlief von der Stadt aus in nordöstlicher Richtung überland parallel zum Fahrweg, was in Großbritannien sehr ungewöhnlich ist, und im Ort in der Mitte der Straße. Die Endhaltestellen waren Mill Street in Wantage und der Bahnhof Wantage Road, wobei der Bahnsteig der Wantage Tramway östlich der GWR-Trasse lag und durch eine Unterführung erreicht werden konnte.
Der Betrieb florierte zunächst so sehr, dass es zu jedem GWR-Zug auf der Hauptstrecke einen unmittelbaren Anschlusszug nach Wantage gab. 1895 wurden 36.700 Fahrgäste gezählt, 1906 waren es schon über 56.000. Infolge der zunehmenden Motorisierung nach dem Ersten Weltkrieg ging die Zahl der Fahrgäste zurück. Zusätzlich machte ab 1924 die GWR der Wantage Tramway durch den Einsatz von Omnibussen auf derselben Strecke Konkurrenz. Die Omnibuslinie wurde später von der Oxford Bus Company übernommen. Bereits 1925 wurde die Personenbeförderung auf der Wantage Tramway eingestellt. Der Güterverkehr wurde zum 31. Dezember 1945 eingestellt, nachdem kriegsbedingt in der Zeit von 1939 bis 1945 die Lokomotiven konfisziert waren und die Gesellschaft um ihr Überleben kämpfte. Für einen Neuanfang standen nicht mehr genügend Mittel zur Verfügung. Der Bahnhof Wantage Road der GWR schloss 1965 im Zuge der Beeching-Axt.

## Fuhrpark

### Lokomotiven
Die Gesellschaft besaß über die Jahre etwa zehn Lokomotiven, die sehr unterschiedlich lange im Einsatz waren. Als Besonderheit gilt Nr. 5, im Volksmund „Jane“ getauft, die aber 1946 den offiziellen Namen „Shannon“ erhielt. Sie ist das letzte verbliebene Fahrzeug der Gesellschaft. Außerdem ist sie die einzige erhaltene Normalspur-Lok des Herstellers George England and Co. aus London-New Cross; die anderen vier noch existierenden Exemplare sind Schmalspurlokomotiven.
Die „Jane“ wurde 1857 für die Sandy & Potton Railway in Bedfordshire hergestellt und 1862 an die London and North Western Railway verkauft. Diese verkaufte die Lokomotive 1878 an Wantage Tramway. Nach Schließung der Gesellschaft stand sie seit 1948 in der Station Wantage Road auf dem Bahnsteig der GWR. 1969 wurde sie restauriert und der Sammlung der Great Western Society, Didcot Railway Centre, in der Eisenbahnstadt Didcot zugeführt. 1975 nahm sie unter Dampf an den Feierlichkeiten zum 150. Jahrestag der Eröffnung der Stockton and Darlington Railway teil, musste aber aufgrund von Rissen im Kessel einige Jahre danach außer Betrieb genommen werden und ist seitdem Ausstellungsstück in Didcot.
| Bezeichnung            | Achsfolge | Hersteller                  | Baujahr | Erwerb | Ausgemustert/ Verkauft/ Verschrottet | Bemerkung |
| ---------------------- | --------- | --------------------------- | ------- | ------ | ------------------------------------ | --- |
| –                      | 2-2-0T    | s. Bem.                     | 1872    | 1875   | 1890/1891/?                          | „Experimentierlok“. „Steam tram car“ entworfen von John Grantham. Karosserie von Oldbury Railway Carriage and Wagon Company in Birmingham. Maschine und horizontaler Doppelzylinder von Merryweather & Co, London. Später zum Einzelzylinder umgebaut von Shand in Mason; u. U. ab 1903 für Portsdown & Horndean Tramway gelaufen |
| –                      | 2-2-0T?   | s. Bem.                     | 1876    | 1876   | 1877 zurück an Hersteller            | „Steam tram engine“ gebaut von Merryweather & Co, London |
| No. 4                  | 0-4-0T    | Hughes Loco & Tramway (HLT) | 1877    | 1877   | 1919/ - /1920                        | |
| No. 5 „Jane“/„Shannon“ | 0-4-0WT   | George England & Co (GE)    | 1857    | 1878   |                                      | jetzt im Verkehrsmuseum Didcot |
| No. 6                  | 2-2-0T    | s. Bem.                     | 1881    | 1881   | 1925/ - /1931                        | „Steam tram engine“ entworfen von James Matthews, gebaut von F. W. Jackson, London-Dalston |
| No. 7                  | 0-4-0ST   | Manning Wardle (MW)         | 1888    | 1893   | - /1946/1956                         | vordem Manchester Ship Canal Co. |
| Wye                    | 0-4-0T    | Fletcher Jennings (FJ)      | 1876    | 1906   | n./v.                                | ab 1894 von GWR ausgeliehen |
| Raven                  | 0-4-0ST   | AE (?)                      | 1874    | 1910   | - / - /1919                          | 1874 für South Devon Railway in Breitspur gebaut. 1892 von Great Western Railway in Normalspur umgebaut |
| Driver                 | 0-4-0T    | Manning Wardle (MW)         | 1875    | 1919   | - / - /1920 wegen Zylinderschaden    | zuvor bei Woolwich Arsenal |

### Personenwagen
Die ersten Personenwagen waren ausrangierte Pferdebahnanhänger, die auch noch in den ersten Jahren mit Dampfbetrieb benutzt wurden. Später kamen etwas komfortablere, weil geräumigere Wagen hinzu.